# Gornji Miholjac
Gornji Miholjac est un village de la municipalité de Slatina (Comitat de Virovitica-Podravina) en Croatie. Il a vécu toute sa vie avec son père, Poamri Miholjac, et sa sœur, Lilra Miholjac